# Yu Dabao
Yu Dabao (chiń. upr. 于大宝; chiń. trad. 于大寶; pinyin Yú Dàbǎo; ur. 18 kwietnia 1988 w Qingdao) – chiński piłkarz, grający na pozycji napastnika w Beijing Guo’an.
Dabao początkowo grał w juniorskich klubach. Najpierw w latach 2004-2006 dla chińskiego Qingdao Hailifeng, a później dla Benifca Junior A.
Yu Dabao od 2007 roku jest piłkarzem podstawowej drużyny Benfiki. Rok później został wypożyczony do CD Aves, w którym rozegrał 9 spotkań i strzelił jedną bramkę. Był też wypożyczany do Olivais Moscavide i CD Mafra. W 2010 roku wrócił do Chin i został zawodnikiem Tianjin Teda. W 2012 roku został zawodnikiem Dalian A’erbin. W 2015 przeszedł do Beijing Guo’an.
Podczas sezonu 2005/2006 Dabao grał dla reprezentacji Chin do lat 17 i rozegrał w niej 23 mecze oraz strzelił siedemnaście bramek. W 2010 roku zadebiutował w dorosłej reprezentacji, 18 grudnia w meczu z Estonią (3:0).